# 扎里奇卡
51°10′13″N 28°7′59″E / 51.17028°N 28.13306°E
扎里奇卡（烏克蘭語：Зарічка），是烏克蘭北部的村莊，隸屬日托米爾州的科羅斯滕區。該村始建於1898年，面積1.16平方公里，海拔高度182米，2001年人口358，人口密度每平方公里308.62人。